# Dichtershofje
Dichtershofje is een relatief korte straat in Amsterdam Oud-West, Bellamybuurt-Zuid.

## Geschiedenis en ligging
Amsterdam kent vanuit het verleden een aantal hofjes, een verzameling woningen/woninkjes rondom een gemeenschappelijke ruimte. De bekendste daarvan is het Begijnhof. Deze hofjes liggen meest in Amsterdam-Centrum. Bij de herinrichting van de 19e eeuwse terreinen van de Stadsreiniging aan de Bilderdijkkade als ook de terreinen rondom de Remise Tollensstraat werd de omgeving zo ingedeeld dat een nieuw hofje werd gecreëerd. Alle oorspronkelijke bebouwing (werkplaatsen en kantoren) van de Stadsreiniging ging tegen de vlakte om plaats te maken voor nieuwbouw; de remise werd omgebouwd tot cultureel centrum De Hallen. De straatnaam is in 2014 gegeven en verwijst naar de straat- en pleinnamen in de omgeving. Zij verwijzen naar dichters en schrijvers uit de 18e en 19e eeuw. Zo begint het doodlopende hofje aan de Tollensstraat, vernoemd naar Hendrik Tollens en eindigt op de achtergevels van de bebouwing aan de Bilderdijkkade, vernoemd naar Willem Bilderdijk. Tollens en Bilderdijk waren beiden schrijvers, die in beide eeuwen leefden. Het Dichtershofje (oorspronkelijk nog met lidwoord: Het Dichtershofje) is voetgangersgebied.

## Gebouwen
Het hofje wordt omringd door buurten opgezet aan het einde van de 19e eeuw, maar het Dichtershofje wordt omsloten door bebouwing die uitsluitend afkomstig is uit de jaren tien van de 21e eeuw, een gemeentelijk of rijksmonument is er dan ook niet te vinden. Huisnummers lopen op van 1 tot en met 47 (zuidkant) en 2 tot en met 12 (noordkant).

## Weesp
Bij de samenvoeging van de gemeenten Weesp en Amsterdam in 2022 kwam het Dichtershof in de dichtersbuurt van Weesp ook binnen de gemeente Amsterdam zelf te liggen.

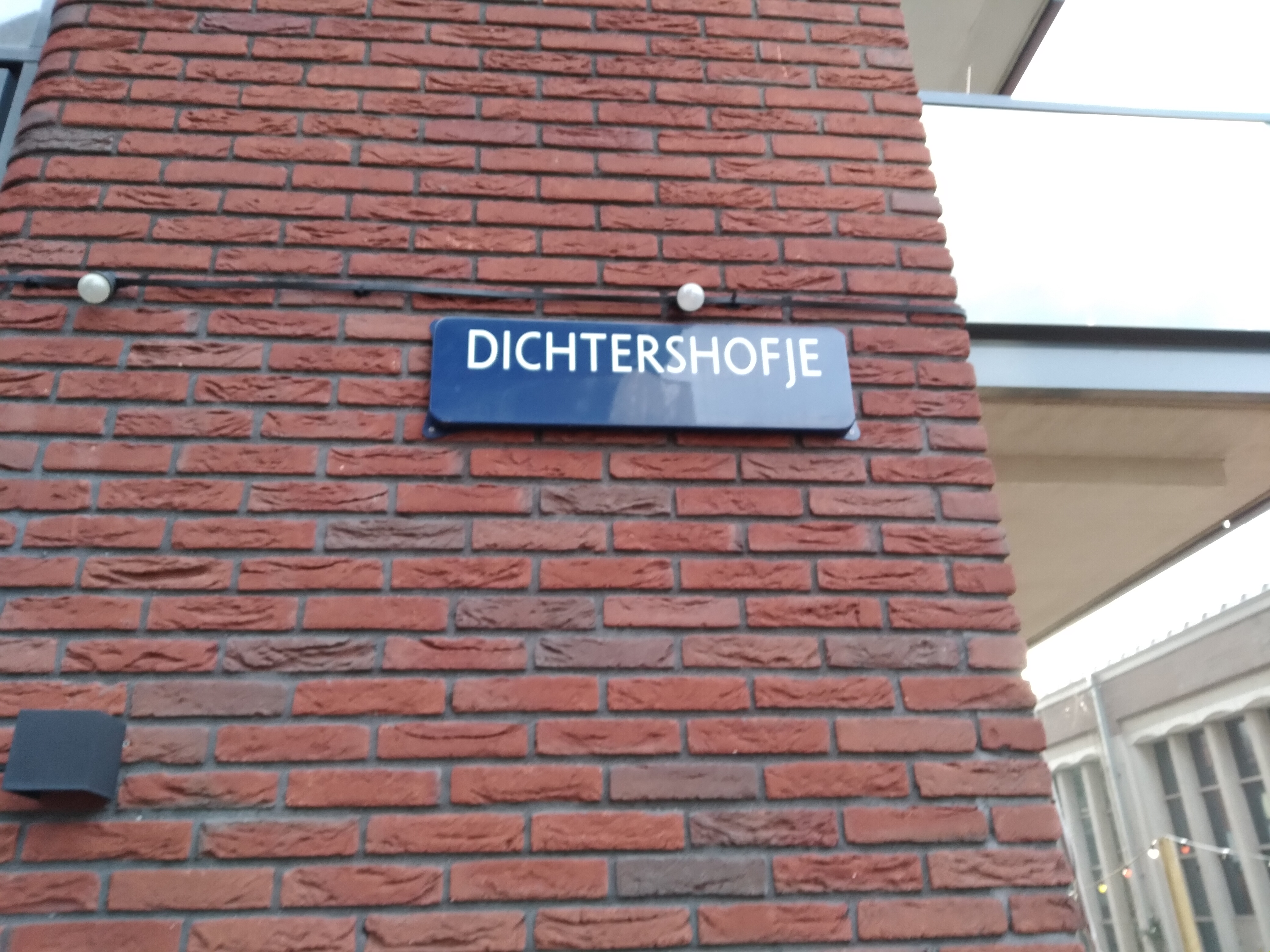
Naambord Dichtershofje (december 2021)